# Chicken (EP)
| Recensione | Giudizio |
| ---------- | -------- |
| AllMusic   |          |

Chicken è il primo ed unico EP del gruppo rock statunitense Ednaswap, registrato dopo la firma del contratto con la Island Records.

## Tracce
Testi e musiche di Rusty Anderson, Carla Azar, Paul Bushnell, Scott Cutler, Anne Preven, tranne dove indicato.
1. Glow – 4:02
2. Nothing is Broken – 3:02
3. Torn – 4:01 (Scott Cutler, Anne Preven, Phil Thornalley)
4. Therapy – 4:05
5. Way Down – 3:31

## Formazione
- Rusty Anderson – chitarra
- Carla Azar – batteria
- Paul Bushnell – basso
- Scott Cutler – chitarra
- Anne Preven – voce